# FC Dristor Silistra
FC Dorostol (bulgară ФК Доростол) este un club de fotbal bulgar cu sediul în Silistra, care joacă în prezent la Liga a treia de Nord-Est, a treia divizie a fotbalului bulgar. Stadionul său „Louis Ayer” are o capacitate de 12 000 de locuri. Culorile clubului sunt albastru și alb. Clubul a fost fondat oficial în 1945. Cu toate acestea, există informal din 1902, ceea ce îl face cel mai vechi club de fotbal bulgar. Din 1920 până în 1941 a purtat numele de FC Dristor Silistra și Venus Silistra.

## Istorie
Clubul polisportiv a fost înființat în 1897, secția de fotbal fiind înfiintată în 1902. Clubul a fost inițial afiliat școlii bulgare din Silistra, ai cărei elevi au fondat societatea sportivă „Strela”, adică săgeată în limba bulgară. Primul lor echipament a fost negru, care era și culoarea uniformelor elevilor de la școală. Din 1903 până în 1909, profesorul de gimnastică la școală a fost Louis Eyer, un gimnast elvețian. 
În 1920, în zonă a fost înființată o echipă românească, numită Dristor, redenumită ulterior Venus. Aceasta a fost, pentru că la acea vreme, Dobrogea făcea parte din România. După 1941, când Dobrogea a fost restituită Bulgariei, echipa este redenumită „Dorostol”.
În 1949, are loc o reorganizare majoră a activităților sportive și a cluburilor din țară. În orașul Silistra apar noi societăți sportive, precum „Cherveno Zname”, „Torpedo” și „Stroitel”. Există un turneu între echipe care urmează să fie decisă care va juca fotbal profesionist. „Cherveno Zname” câștigă turneul și este promovat în B PFG, al doilea nivel al fotbalului bulgar.
În 1958 are loc o altă reorganizare majoră a activităților sportive din țară, care reunește toate echipele din Silistra într-una singură - „Dorostol”. Culorile clubului au fost decise să fie albastru și alb.
În 1984, Dorostol a reușit să realizeze ceva foarte neașteptat, ajungând în finala Cupa Armatei Sovietice. Clubul a fost reformat în 2014, începând din V AFG, din cauza unor probleme financiare. În 2019, clubul a fost descalificat din liga a treia, din cauza lipsei de disponibilitate financiară pentru a concura.

### Cronologia numelui
| An   | Nume                             |
| ---- | -------------------------------- |
| 1902 | FC Strela Silistra               |
| 1920 | FC Dristor Silistra              |
| 1922 | FC Venus Silistra                |
| 1930 | FC Vârtej-Venus Silistra         |
| 1930 | FC Vârtej Silistra               |
| 1941 | FC Levski Silistra               |
| 1942 | FC Bulgaria Silistra             |
| 1945 | FC Dorostol Silistra             |
| 1947 | FC Septemvri Silistra            |
| 1947 | FC Steagu Roșu Silistra          |
| 1954 | FC Eroul Dorostol Silistra       |
| 1958 | FC Dorostol Silistra             |
| 1997 | FC Dorostol 97 Silistra          |
| 2000 | FC Dorostol 1902 Silistra        |
| 2001 | FC Dorostol 2001 Silistra        |
| 2003 | FC Dorostol 2003 Silistra        |
| 2014 | FC Bradvari-08 Silistra          |
| 2020 | FC Dorostol-Svetkavitsa Silistra |

În 1920, Dristor - club românesc - a fost înființat la Silistra, din 1922 - Venus) și asociația muncitorească „Ocupația” („Meșteșugarul”), dar în 1923 aceasta, precum și echipa neagră „Niger” au fuzionat într-o nouă: asociația muncitorească „Vârtej”. În 1924 la Silistra a fost înființată Asociația Sportivă Izvor, iar în 1929 prin fuzionare a fost înființată o nouă Asociație Sportivă. În 1930, Vârtej și Venus au fuzionat în Vârtej-Dristor (din toamna anului 1940, doar Vârtej este numit rămâne). 
În 1941, după întoarcerea Dobrogei de Sud în Bulgaria, în oraș a luat ființă clubul sportiv „Levski”. Un an mai târziu, a fost fondată FC Bulgaria. În 1945 a luat ființă Asociația Sportivă Dorostol. Doi ani mai târziu a fost fuzionat cu Levski sub numele de Septemvri. În 1949 se realizează reorganizarea firmelor sportive din țară. Companiile Red Flag, Torpedo, Stroitel și DNA se construiesc în Silistra. Sondajul efectuat între campionatul de fotbal, pe primul loc, a fost echipa „Steagul Roșu” și intră în grupa „B”. În 1957 a avut loc o nouă reorganizare a mișcării sportive din Bulgaria. Toate societățile din Silistra sunt unite într-una singură - „Eroul Dorostol”, care în 1958 a fost redenumit „Dorostol”. 
În perioada 1997-2000 echipa a fost numită Dorostol 97, în 2000 și 2001 - Dorostol 1902, din 2001 până în 2003 - Dorostol 2001, iar din 2003 până în 2011 - Dorostol 2003. În 2014 clubul a fuzionat cu „Bradvari-08” cu. Bradwary a primit o licență pentru a participa la Northeast Group. În 2020, „Dorostol” fuzionează cu „Svetkavitsa” cu. Clubul „Dorostol-Svetkavitsa” a fost format și a participat la a treia Ligă de fotbal amatori.

## Stadion
Dorostol își joacă meciurile de acasă pe stadionul Louis Ayer, mai cunoscut în oraș ca Noul Stadion. Capacitatea stadionului este de 12 000 de locuri.

## Palmares
Liga a doua
- Câștigătoare(12): 1952 , 1962 , 1964 , 1966 , 1976 , 1979 , 1985 , 1990 , 2000 , 2004, 2006 și 2010

Liga a treia
- Câștigătoare(1): 2005-2006

Cupa Bulgariei
- Sferturi de finală: 1993-1994

Cupa Armatei Sovietice
- finalistă: 1983-1984

## Legături
- Official site